# Piórko (źródło)
Piórko – źródło krasowe w Jerzmanowicach w powiecie krakowskim, na Wyżynie Olkuskiej (niedaleko granicy Ojcowskiego Parku Narodowego).
Woda ze źródła wpływa do potoku Szklarka w rezerwacie przyrody Dolina Szklarki należąca do Parku Krajobrazowego Dolinki Krakowskie. Powyżej źródła – na północny wschód – znajduje się obfitsze źródło Pióro.